# Patollos

Patollos (links), Perkunos und Potrimpus nach der Beschreibung bei Simon Grunau.

Patollos war der Todesgott der alten Prußen.

## Überlieferung
Die älteste Erwähnung von Patollos findet sich in der Collatio episcopi Warmensis, wonach die heidnischen Bewohner von Preußen den »Patollum Natrimpe« und andere ungeheuerliche Geister verehrten. Über die Funktion von Patollus und Natrimpe wird hierbei nichts gesagt.
Eine genauere Beschreibung von Patollos findet sich in der Preußischen Chronik von Simon Grunau, der aber als unzuverlässig gilt. Grunau schreibt, wie die Brüder Widowuto und Bruteno von Schweden nach Preußen kamen und dass Widowuto König wurde, während Bruteno der Crywo Cyrwaito oder Hohepriester der drei Götter Patollos, Potrimpos und Perkunos im Heiligtum von Rickoyto wurde. Darin stand eine große Eiche, die winters und sommers grünte und um die diese drei Abgötter in Form von drei „Kleinodien“ verehrt wurden. Patolls Kleinod war ein Totenkopf von einem Menschen, einem Pferd und einer Kuh. Die drei Götter waren nach Grunau auch in der Fahne von Witowud abgebildet:

„… das dritte bilde war ein alter mahn mit einm langen groen bard und seine farbe ganz totlich, war gekronet mit einem weissen tuche wie ein morbant (Turban) …“

Zudem vermerkt Grunau noch, dass Patollo der oberste Gott der Prussen war.

## Peckols und Pockols
Spätere Quellen nennen den Patollos nicht, dafür aber einen Peckols oder Picullus, der zum Beispiel im Sudauer Büchlein als Gott der Hölle und der Finsternis beschrieben und in der Agenda mit dem antiken Totengott Pluto gleichgesetzt wird. Daneben werden noch Pockols genannt, als fliegende Geister oder Teufel, die mit den antiken Furien gleichgesetzt werden. Der Name ist identisch mit apr. pickūls, lett. pikuls »Teufel«, das aus einer slawischen Sprache (z. B. poln. pkiel »Teufel, Hölle«) entlehnt wurde.